# Комір (прикраса)
Ко́мір — шийна прикраса з бісеру у вигляді заокругленої ажурної, мов мереживо, сітки різної ширини, рівної зверху і прикрашеної знизу зубцями або підвісками — висульками, які мають свої місцеві назви: «цомплики», «кутасики», «бомблики» тощо. Застібкою правлять зав'язки, сплетені з кінців ниток основи, ґудзики, гачки та гаплики. Комірці називають «ґердан», «решітка», «лапки», «зубок» тощо. Ширина і довжина комірців буває різною.